# Statnett
Statnett ist ein norwegisches Energieunternehmen mit etwa 850 Mitarbeitern. Der Umsatz im Jahr 2010 betrug 7,25 Mrd. norwegische Kronen (929 Mio. € auf Basis 31. Dezember 2010). Die in Staatseigentum befindliche Gesellschaft hat ihren Sitz in Oslo und ist ein Netzbetreiber der Kategorie TSO. Das Unternehmen steht unter der Verwaltung des norwegischen Energieministeriums.
Statnett ist wesentlich an den beiden HGÜ-Link-Projekten NorGer und NORD.LINK beteiligt.